# Phasmasaurus tillieri
Phasmasaurus tillieri — вид сцинкоподібних ящірок родини сцинкових (Scincidae). Ендемік Нової Каледонії. Вид названий на честь французького зоолога Сімона Тільє.

## Опис
Довжина сцинка Phasmasaurus tillieri (без врахування хвоста) становить 64 мм. Хвіст дуже довгий, втричі довший за решту тіла. Кінцівки і пальці добре розвинені.

## Поширення і екологія
Phasmasaurus tillieri відомі з тринадцяти місцевостей, розташованих на півдні Нової Каледонії, від долини річки Тонтута і гори Гумбольдта на південь до заток Бе-де-Проні і Порт-Буазе. Вони живуть у відкритих чагарникових заростях макі, у водно-болотних угіддях та на луках. Зустрічаються на висоті до 1000 м над рівнем моря. Ведуть денний, наземний спосіб життя, ховаються під камінням та в густій рослинності.

## Збереження
МСОП класифікує стан збереження цього виду як близький до загрозливого. Phasmasaurus tillieri загрожує знищення природного середовища та хижацтво з боку інтродукованих кішок, щурів і мурах Wasmannia auropunctata.